# Christoph Friedrich Ihm

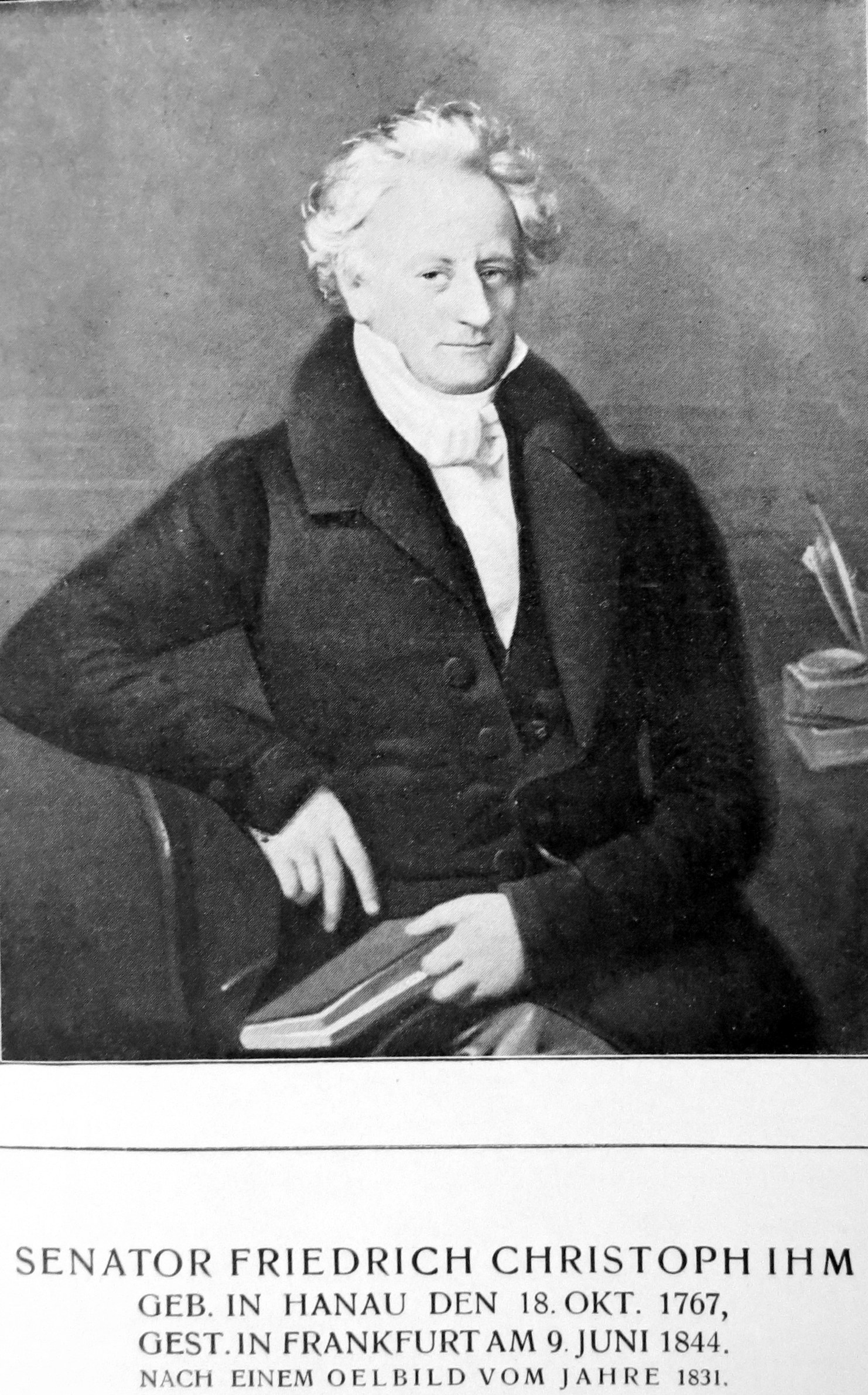

Christoph Friedrich Ihm (* 18. Oktober 1767 in Hanau; † 9. Juni 1844 in Frankfurt am Main) war ein Politiker der Freien Stadt Frankfurt.
Christoph Friedrich Ihm war der Sohn des Hanauer Regierungsmitglieds Christian Friedrich Ihm. Er besuchte die Gelehrtenschule in Hanau und ab 1786 die Hohe Karlsschule in Stuttgart. 1788 bis 1789 studierte er an der Universität Marburg  Rechts- und Staatswissenschaften sowie Naturwissenschaften.  1790 bis 1792 verbrachte er in den Diensten des Fürsten von Solms-Braunfels. Ab 1792 war er Regierungsarchivar in Hanau. Nachdem er 1799 eine umfangreiche juristische Denkschrift für die Regierung angefertigt hatte, wurde er 1800 zum Regierungsrat in Hanau ernannt. Nach der französischen Besetzung 1806 blieb er in Hanau und wurde von den neuen Machthabern 1806 zum Oberamtmann in Gelnhausen ernannt. 1808 wurde er Frankfurter Bürger und im Dezember vom Fürstprimas in diplomatischer Mission nach Erfurt geschickt. 1810 wurde er Präfekturgeneralsekretär in Frankfurt. Zu seinen Aufgaben gehörte die Neuordnung des städtischen Armen- und Stiftungswesens. Ihm war ein Gegner der im Großherzogtum Frankfurt verordneten Judenemanzipation. Nach der Niederlage Napoleons in der Völkerschlacht bei Leipzig wurde er im Januar 1814 auf Vorschlag des Freiherrn vom Stein mit der Aufstellung des Landsturms im Generalgouvernement Frankfurt beauftragt. In den folgenden Jahren trat er mit mehreren politischen Schriften hervor, die künftige Verfassung Deutschlands und der Freien Stadt Frankfurt betreffend.
1816 wurde er als Senator Mitglied im Senat der Freien Stadt Frankfurt und gehörte dort der Landamtsdeputation und dem Ackergericht an. Er verhandelte mit Kurhessen, Hessen-Darmstadt und Nassau über die Teilung der Hohen Mark und die Hoheitsverhältnisse über Niederursel. Er trat frühzeitig für einen deutschen Einheitsstaat und einen Eintritt Frankfurts in den Preußisch-Hessischen Zollverein ein und lehnte die von Gerhard Thomas betriebene partikularistische Gründung des Mitteldeutschen Handelsvereins ab. Damit stand er in Opposition zur Mehrheit in Senat und Bürgerschaft. 1834 zog er sich nach einer Intrige von allen politischen Ämtern zurück. In den Folgejahren war er noch mehrere Jahre Mitglied und Direktor im reformierten Konsistorium.